# Goran Drulić
Goran Drulić (Negotin, 17 d'abril de 1977) és un exfutbolista serbi, que ocupava la posició de davanter.

## Trajectòria
Va començar la seua carrera a l'Estrella Roja de Belgrad, on va destacar a la seua pedrera marcant 51 gols en una temporada. Abans de consolidar-se amb primer equip, va ser cedit al FK Hajduk Veljko i al FC Barcelona B.
L'estiu del 2001, va ser fitxat pel Reial Saragossa per 12,8 milions d'euros, però, a causa de les lesions, no debuta fins a febrer del 2002. Roman tres anys al conjunt aragonés, marcant només 3 gols en 39 partits entre Primera i Segona Divisió.
Posteriorment recala al Lokeren belga, traslladant-se al gener del 2006 a l'OFI Creta grec. La temporada 08/09 recala al Kavala FC, de la segona divisió grega.
Afectat per les lesions, va acabar la seua carrera a diversos equips aragonesos de Segona Divisió B i Tercera Divisió.

## Internacional
Ha jugat en quatre ocasions amb la selecció de Sèrbia i Montenegro.